# 부여 대조사 석탑
부여 대조사 석탑(扶餘 大鳥寺 石塔)은 대한민국 충청남도 부여군 임천면, 대조사 원통보전 앞에 서 있는 고려시대의 석탑이다. 1984년 5월 17일 충청남도의 문화재자료 제90호로 지정되었다.

## 같이 보기
- 대조사

## 참고 자료
- 대조사석탑 - 국가유산청 국가유산포털